# Aeropuerto de East Midlands
El aeropuerto de East Midlands (IATA: EMA, OACI: EGNX) es un aeropuerto ubicado en Castle Donington en el noroeste del condado de Leicestershire en Inglaterra (Reino Unido), en la región de los Midlands Orientales. Reposa entre las ciudades de Derby (15 kilómetros al sureste), Leicester y Nottingham, todas ellas a una distancia inferior a los 35 kilómetros del aeropuerto. Sirve principalmente como aeropuerto de referencia para los habitantes locales de los condados de Derbyshire, Nottinghamshire, Leicestershire, Staffordshire y Yorkshire del Sur.
El número de pasajeros ascendió en 2008 hasta los 5,6 millones, pero se redujo en un 17,1% hasta los 4,7 millones en 2009 convirtiéndose en el undécimo aeropuerto del Reino Unido en cuanto a tráfico de pasajeros se refiere. EMA es el segundo mayor aeropuerto de carga del Reino Unido.
El aeropuerto es propiedad de Manchester Airports Group (MAG) que está controlado por diez ayuntamientos metropolitanos del Gran Mánchester y es el mayor grupo aeroportuario del Reino Unido.
EMA tiene una licencia de la CAA como Aeródromo de Uso Público (Número P520) que permite vuelos para el transporte público de pasajeros o para la instrucción de vuelo.

## Historia
El aeropuerto fue en sus orígenes la base aérea de la RAF, RAF Castle Donington, que fue clausurada en 1946. El lugar fue adquirido por un consorcio de dirigentes de los gobiernos locales en 1964, tras presentarse un plan director respecto a los trabajos de construcción e inversiones en la adecuación de pista. El aeródromo fue rebautizado como aeropuerto de East Midlands para reflejar el área al que da servicio, y fue abierto al tráfico de pasajeros en 1965.
A efectos prácticos, EMA reemplazó el pequeño aeródromo de hierba de la preguerra en Derby Burnaston, y la base de aviones pequeños fue trasladada más tarde a un nuevo emplazamiento en el aeródromo de Derby Egginton cerca de Hilton. El lugar que ocupaba originalmente el aeropuerto de Derby ha sido reconvertido en una fábrica de coches de Toyota.
Derby Airways, que estaba en proceso de transformarse en British Midland Airways, movió sus operaciones al nuevo aeropuerto y estableció su base central cerca de Donington Hall en Castle Donington, creando una red de vuelos de cabotaje e internacionales regulares y chárter en East Midlands. El aeropuerto fue inaugurado con unos equipamientos mínimos de una pista de 5850 pies, una calle de rodadura de sesenta pies, un nuevo hangar y rampas y aparcamiento para 850 coches. Financieramente, no fue un éxito inmediato. Sin embargo la escena cambió rápidamente con el incremento de volumen del tráfico de carga, que pronto requirió de un mayor desarrollo del aeropuerto. En 1970, se alcanzó un acuerdo para crear un nuevo complejo de carga así como la ampliación tanto de pista como de terminal.
La expansión fue efectuada, con una ampliación de pista hasta los 2.283 metros y la mejora de terminal para finales de los setenta. Durante 1985, se alcanzó el millón de pasajeros en un año, requiriéndose entonces otra ampliación de terminal. Siguiendo la legislación gubernamental, el aeropuerto se convirtió en compañía pública limitada en 1987, distanciándose del control de las autoridades locales.
Con el crecimiento del tráfico de pasajeros y carga, se propuso una nueva ampliación en East Midlands en 1992. Sin embargo, pese al entusiasmo de las autoridades locales propietarias del aeropuerto, los fondos necesarios nunca llegaron, así que en 1993 East Midlands se convirtió en el primer gran aeropuerto regional del Reino Unido en ser privatizado. National Express Group adquirió con éxito el aeródromo por £24,3 millones y comenzó a invertir en las instalaciones del aeropuerto. Una inversión de £20 millones, se destinó a llevar a cabo una ampliación de 610 metros para permitir a EMA gestionar vuelos de largo alcance, y se construyó una nueva torre de control, la segunda más alta del Reino Unido en aquel momento. National Express invirtió un total de más de £77 millones durante un periodo de ocho años.
DHL Aviation abrió una nueva instalación de carga valorada en £35 millones en el lugar en 2000, y en ese mismo año se abrió un parque empresarial junto al aeropuerto. Sin embargo, National Express Group anunció su intención de centrarse en los servicios de bus y tren, y vendió el aeropuerto de East Midlands, junto con el aeropuerto de Bournemouth y el aeropuerto de Humberside, en marzo de 2001 a Manchester Airports Group por £241 millones.
La llegada de las aerolíneas de bajo coste en 2002 supuso un fuerte impulso al número de pasajeros del aeropuerto, creciendo un 36% ese mismo año hasta alcanzar los 3,23 millones. Go Fly estableció una base de operaciones en East Midlands, y las operaciones se vieron fortalecidas tras la adquisición de la compañía por easyJet. La mayoría de operaciones de BMI fueron cedidas a su nueva filial de bajo coste, bmibaby, en 2002.
La campaña DEMAND fue formada en 2004 como campaña contra los vuelos nocturnos en el aeropuerto y contra el aumento de ruido en general.
En 2006, se llegaron a los 4,72 millones de pasajeros anuales, convirtiéndose así en el duodécimo aeropuerto más grande del Reino Unido. La marca de cinco millones interanuales se logró durante abril de 2007 (según las estadísticas oficiales publicadas por la Dirección de Aviación Civil del Reino Unido).
En septiembre de 2006 Plane Stupid bloqueó una calle de rodadura en el aeropuerto durante cuatro horas, su portavoz Leo Murray dijo "La gente en el pasado desconocía el problema de los aviones. Para la gente del futuro ya será demasiado tarde. La gente de los condados no tiene fuerzas para posicionarse en este tema. Si no lo hicieramos nosotros, nadie lo haría."

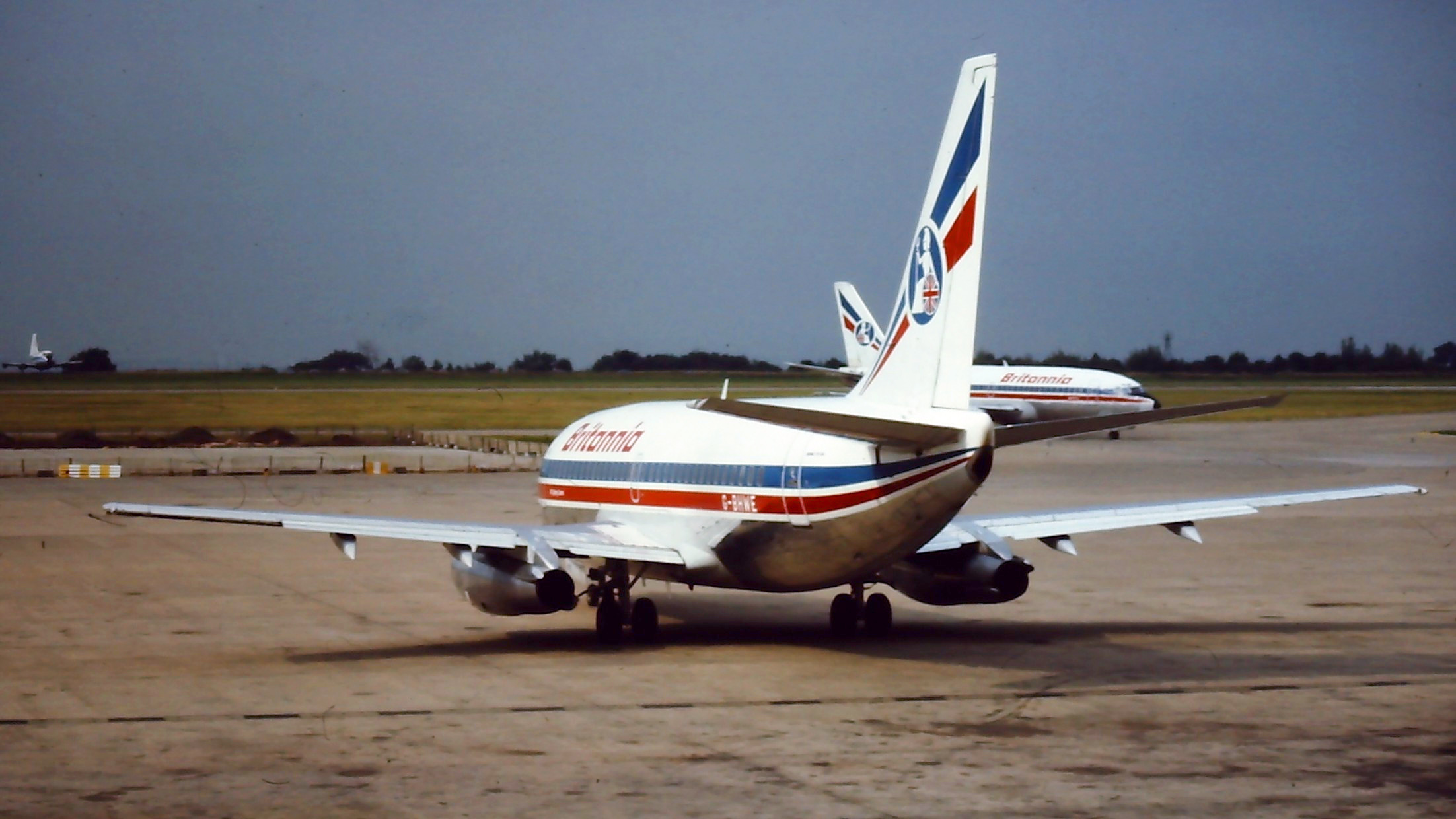
Boeing 737 de Britannia Airways operando un chárter vacacional en 1982

Junto con el incremento de superficie del edificio terminal el resto de instalaciones también han sido ampliadas y remodeladas. La sala de llegadas ha sido ampliada y se ha creado un nuevo intercambiador de transporte y un nuevo muelle para reducir el caminar 'a través de plataforma' al avión. Actualmente se está produciendo un aumento de la superficie de plataforma.

## Identidad
En un controvertido movimiento en 2004, el aeropuerto de East Midlands fue rebautizado como aeropuerto de Nottingham East Midlands, pese a estar ubicado en Leicestershire, dentro del área postal de Derby y que la ciudad más cercana sea Derby. Además, ya existe un aeropuerto de Nottingham, que está mucho más próximo a Nottingham, pese a que se trate de un pequeño aeródromo destinado a la aviación general.
Las razones para el cambio de nombre fueron que muchas personas ajenas al Reino Unido y no familiarizadas con la geografía del país no podían identificar con el término 'East Midlands' en que parte del Reino Unido se encontraba el aeropuerto. El argumento para añadir al nombre la palabra 'Nottingham' fue que la ciudad tiene un mayor reconocimiento internacional por su tamaño y conexiones históricas. Estas afirmaciones fueron discutidas en el programa de noticias locales de la BBC East Midlands Today que viajó a Ámsterdam. Mientras permanecían allí los reporteros de la BBC preguntaron a muchos residentes de Ámsterdam si serían capaces de ubicar Nottingham en un mapa del Reino Unido. La amplia mayoría falló; sin embargo, muchos más holandeses habían oído la palabra "Nottingham" que "East Midlands".
Un reportaje de la BBC del 18 de octubre de 2006 sugirió que el aeropuerto podría cambiar su nombre otra vez y que el cambio, a Aeropuerto de East Midlands: Nottingham, Leicester, Derby se haría efectivo el 8 de diciembre de 2006.

## Beneficios
- Relativamente bajo nivel de utilización.
- Una sola terminal.

## Aerolíneas en el aeropuerto

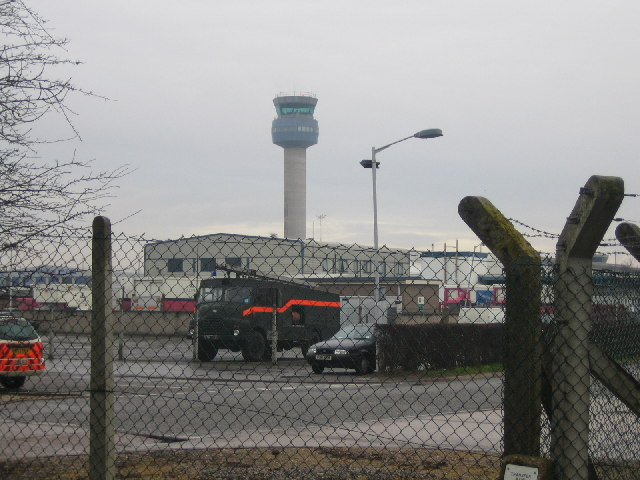
La torre de control del tráfico aéreo del aeropuerto de East Midlands, ubicada al sur del aeródromo, junto a la terminal.

El aeropuerto de East Midlands se ha conformado a sí mismo como base de operaciones de aerolíneas de bajo coste, Bmibaby y Ryanair, y opera a un gran número de destinos domésticos y europeos de largo alcance. EasyJet anunció en septiembre de 2009 la cancelación de todos sus vuelos desde el aeropuerto el 5 de enero de 2010. Como resultado de esta reestructuración, bmibaby anunció sus planes de ampliar sus operaciones en un 40% estableciendo tres aviones adicionales su base en el aeropuerto en verano de 2010.
El mayor desarrollo de los programas de largo alcance llegó en 2005 con la introducción de vuelos vacacionales a la República Dominicana, Orlando, y Cancún por parte de First Choice Airways. El re
Ort indio de Goa fue añadido poco después.
El viernes 28 de agosto la aerolínea de costes bajos Jet2.com anunció su traslado al aeropuerto comenzando con siete rutas a Europa desde mayo de 2010 y dos nuevas rutas de invierno desde el 20 de diciembre de 2010.
El aeropuerto es una base importante para TUI Airways que ofrece vuelos a Grecia, España, Egipto, Bulgaria, y vuelos de largo alcance a Orlando, Florida y Cancún.
El aeropuerto fue así mismo base de mantenimiento de BMI.
Otras aerolíneas chárter que operan en verano son Viking Airlines, Koral Blue Airlines, Balkan Holidays, Saga Airlines, ...
El 4 de mayo de 2012 se hacía oficial el cierre de la compañía BMI Baby, la cual no había conseguido ser vendida por el grupo Lufthansa antes de la compra de la aerolínea por British Airways. El 11 de junio se cerraron las rutas regionales a excepción de Jersey. Las rutas a Ámsterdam, Cologne y París también fueron cerradas. El 10 de septiembre se cerrarán todas las rutas, dejando un vacío en el aeropuerto que cubrirán aerolíneas como FlyBe (vuelos regionales), Monarch y Jet2.com (destinos mediterráneos).

## Aerolíneas y destinos

### Pasajeros
| Aerolíneas           | Destinos |
| -------------------- | --- |
| Aer Lingus           | Belfast–City |
| Aurigny Air Services | Guernsey |
| BH Air               | Chárter estacional: Burgas |
| Blue Islands         | Jersey |
| Eastern Airways      | Newquay, París–Orly |
| Jet2.com             | Alicante, Antalya, Faro, Fuerteventura, Funchal, Gran Canaria, Lanzarote, Málaga, Tenerife-Sur Estacional: Bodrum, Burgas, Cefalonia, Corfú, Cos, Cracovia, Dalaman, Dubrovnik, Esmirna, Ginebra, Gerona, Heraklion, Ibiza, Jersey, Lárnaca, Malta, Menorca, Nápoles (inicia 24 de mayo de 2024), Palma de Mallorca, Pafos, Praga, Reus, Reykjavík–Keflavík, Rodas, Salzburgo, Santorini, Scíathos, Verona, Zante Chárter estacional: Sofía |
| Ryanair              | Alicante, Belfast–International, Bérgamo, Breslavia, Berlín-Schönefeld, Budapest, Cork, Cracovia, Dublín, Faro, Fuerteventura, Gran Canaria, Knock, Lanzarote, Limoges, Málaga, Riga, Rzeszów, Tenerife Sur Estacional: Barcelona, Bergerac, Carcassonne, Corfú, Gerona, La Canea, Malta, Marsella, Menorca, Murcia, Palma de Mallorca, Pisa, Reus, Rodas, Roma-Ciampino, Treviso, Valencia                                                 |
| TUI Airways          | Alicante, Gran Canaria, Hurghada, Lanzarote, Málaga, Sal, Sharm el-Sheikh, Tenerife-Sur Estacional: Antalya, Cefalonia, Chambéry, Corfú, Cos, Dalaman, Dubrovnik, Faro, Enfidha, Heraclión, Ibiza, Kittilä, Lárnaca, Menorca, Nápoles, Pafos, Palma de Mallorca, Rodas, Salzburgo, Santorini, Scíathos, Salónica, Turín, Zante |

### Carga
| Aerolíneas                                    | Destinos |
| --------------------------------------------- | --- |
| Atlantic Airlines                             | Jersey, Basilea/Mulhouse |
| DHL Aviation operado por AeroLogic            | Leipzig/Halle, Frankfurt, Hong Kong |
| DHL Aviation operado por ASL Airlines Ireland | Leipzig/Halle, París-Charles de Gaulle, Shannon |
| DHL Aviation operado por DHL Air UK           | Belfast-International, Bérgamo, Bruselas, Cincinnati, Copenhague, Dublín, Edimburgo, Frankfurt, Leipzig/Halle, Londres-Heathrow, Madrid, Nueva York-JFK, París-Charles de Gaulle, Shannon, Vitoria |
| DHL Aviation operado por Kalitta Air          | Cincinnati |
| DHL Aviation operado por Atlantic Airlines    | Aberdeen, Colonia/Bonn |
| DHL Aviation operado por Southern Air         | Leipzig/Halle |
| DHL Aviation operado por Swiftair             | Bérgamo |
| Icelandair Cargo                              | Lieja, Reykjavík-Keflavík |
| Royal Mail operado por West Atlantic          | Aberdeen, Belfast-International, Cardiff, Isla de Man, Edimburgo, Bournemouth, Guernsey |
| Royal Mail operado por Jet2.com               | Belfast-International, Edimburgo, Exeter, Newcastle upon Tyne |
| Royal Mail operado por Loganair               | Aberdeen |
| Royal Mail operado por Titan Airways          | Bournemouth |
| RVL Aviation                                  | Dublín, Guernsey, Isla de Man |
| TNT Airways                                   | Belfast-International, Lieja |
| UPS Airlines                                  | Colonia/Bonn, Louisville, Filadelfia |
| UPS Airlines operado por Star Air (Maersk)    | Colonia/Bonn, Belfast-International, Edimburgo |
| Woodgate Aviation                             | Dublíin |

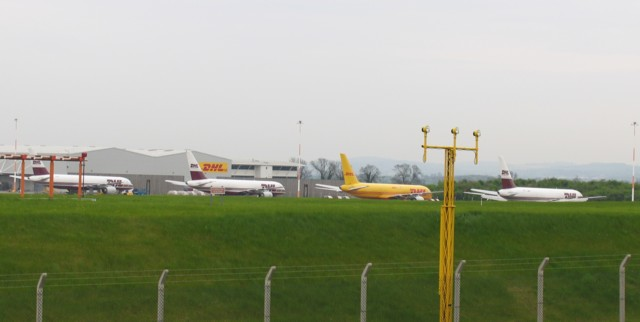
El centro de carga de DHL en el aeropuerto de East Midlands se encuentra ubicado al suroeste del aeródromo.

El aeropuerto de East Midlands es el segundo mayor aeropuerto de carga en el Reino Unido tras Londres Heathrow. En 2008 Heathrow gestionó 1,48 millones de toneladas de carga y correo y EMA gestionó 292.000 toneladas. En términos de carga transportada en aviones específicos de carga, EMA con 292.000 toneladas estaría por delante de Heathrow, pero más de un millón de toneladas de carga son transportados en aviones de pasajeros que llegan o salen en Heathrow (conforme a las estadísticas oficiales publicadas por la Dirección de Aviación Civil del Reino Unido). DHL Aviation tiene un gran edificio destinado a carga en EMA, y las compañías de mensajería United Parcel Service (UPS) y TNT también utilizan el aeropuerto como base. Aerologic es también un visitante regular en East Midlands volando para DHL con aviones 777-200 en versión de carga.

## Estadísticas
Ver fuente y consulta Wikidata.

### Rutas más transitadas
| Puesto | Aeropuerto        | Pasajeros | Aerolíneas             | Variación % |
| ------ | ----------------- | --------- | ---------------------- | ----------- |
| 1      | Alicante          | 309.549   | Jet2.com, Ryanair, TUI | 289,6%      |
| 2      | Tenerife–Sur      | 274.514   | Jet2.com, Ryanair, TUI | 277,2%      |
| 3      | Palma de Mallorca | 257.701   | Jet2.com, Ryanair, TUI | 280,5%      |
| 4      | Málaga            | 245.052   | Jet2.com, Ryanair, TUI | 315,5%      |
| 5      | Faro              | 221.169   | Jet2.com, Ryanair, TUI | 322,3%      |
| 6      | Lanzarote         | 173.831   | Jet2.com, Ryanair, TUI | 275,7%      |
| 7      | Dublín            | 136.552   | Ryanair                | 401,2%      |
| 8      | Barcelona         | 71.950    | Ryanair                | 321,7%      |
| 9      | Dalaman           | 63.947    | Jet2.com, TUI          | 1.235,3%    |
| 10     | Fuerteventura     | 60.722    | Jet2.com, Ryanair      | 239,3%      |

## Transporte terrestre

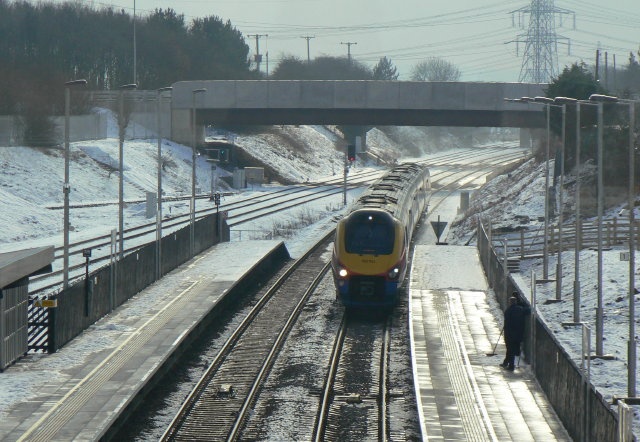
La nueva estación de ferrocarril de East Midlands Parkway.

### Coche
El aeropuerto cuenta con excelentes conexiones con la red de autopistas debido a su proximidad a la M1 y la M42, posibilitando al aeródromo rápidos accesos a los principales centros poblacionales de Midlands.

### Tren
La estación de ferrocarril más cercana es la de East Midlands Parkway, que se encuentra a 7 kilómetros de distancia. El servicio de bus lanzadera que inicialmente unía la estación con el aeropuerto está cancelado pero es posible tomar un taxi con una tarifa reducida cuando la reserva sea hecha con al menos doce horas de antelación.

### Autobús
Skylink oferta servicios de autobús hacia y desde Leicester, Nottingham, Derby, Loughborough y Coalville. Los buses de Nottingham, Derby y Loughborough recogen pasajeros de las estaciones de ferrocarril de las áreas que sirven (pero no en East Midlands Parkway).

## Accidentes e incidentes
- El 20 de febrero de 1969, un Vickers Viscount, matrícula G-AODG de British Midland Airways, fue dañado y declarado siniestro total tras aterrizar corto de pista. No hubo que lamentar fallecidos.[25]
- El 31 de enero de 1986, el vuelo 328 de Aer Lingus, un Short 360 registro EI-BEM en vuelo desde Dublín. Impactó con unos cables de alta tensión y se estrelló a escasa distancia de pista. Ninguno de los treinta y seis pasajeros y tripulantes murió, pero dos pasajeros resultaron heridos en el accidente.[26]
- El 18 de enero de 1987, un Fokker F-27, matrícula G-BMAU de British Midland Airways, se estrelló durante la aproximación al aeropuerto en un vuelo de entrenamiento con tres tripulantes. Ninguno murió ni resultó herido.[27]
- El 8 de enero de 1989, el vuelo 92 de British Midland se estrelló en aproximación al aeropuerto de East Midlands, matando a 47 de las 126 personas que viajaban a bordo. El Boeing 737 había experimentado un fallo en los álabes de la turbina de uno de los dos motores mientras estaba en ruta de Londres Heathrow a Belfast y optaron por desviarse a East Midlands. La tripulación apagó por error el motor funcionante, provocando que el avión perdiese potencia y se estrellase en la ladera de la autopista M1 a poca distancia del aeropuerto. Nadie en tierra resultó herido pese a que el avión se estrelló en la ladera de una de las secciones más transitadas de las autopistas en el Reino Unido. Las investigaciones del desastre aéreo de Kegworth, llevaron a importantes mejoras en la seguridad de los aviones y en las instrucciones de emergencia a los pasajeros. El informe oficial efectuó treinta y una recomendaciones de seguridad.

## East Midlands Aeropark
El East Midlands Aeropark en la esquina noroeste del aeropuerto presenta un buen número de aviones estacionados. El museo y sus exhibiciones son dirigidas y mantenidas por la Asociación de Voluntarios de Aeropark. Ofrece así mismo un excelente punto de observación para los aviones que salen y llegan a la pista principal. Los miembros tienen garantizado el acceso gratuito al Aeropark. Los aviones expuestos son:

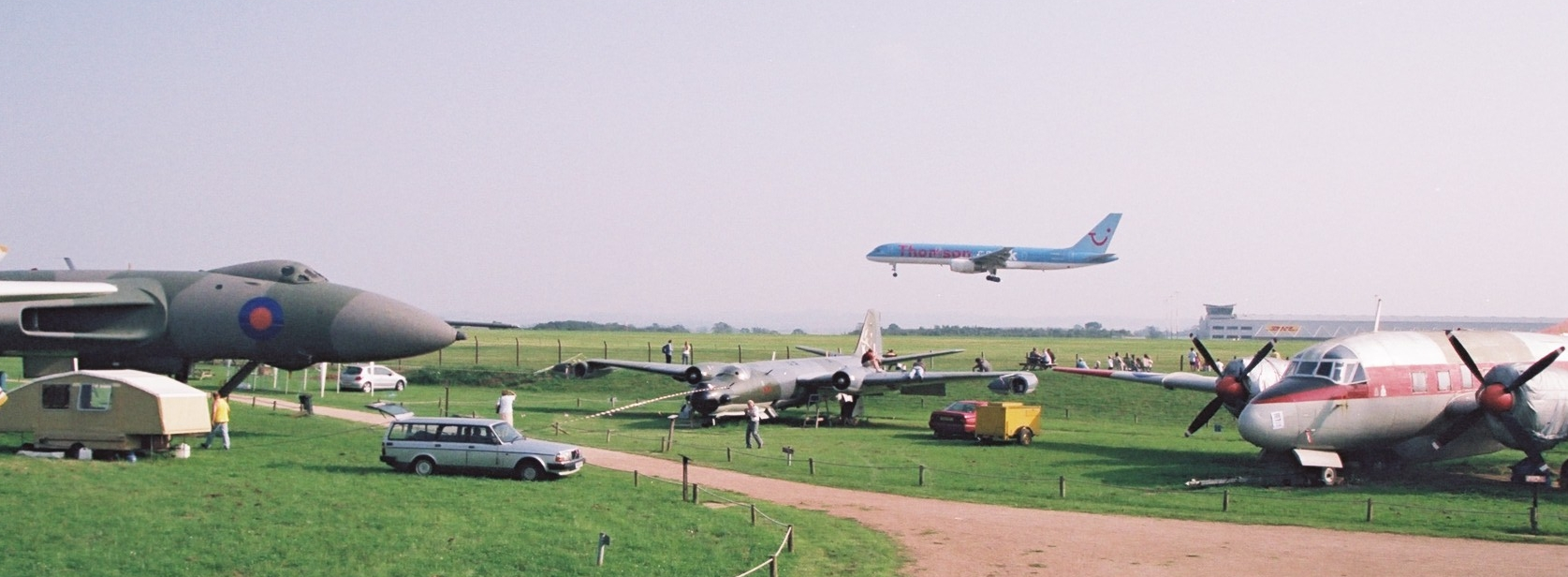
Aeropark en el aeropuerto de East Midlands.

- Armstrong Whitworth Argosy 101 G-BEOZ
- Avro Vulcan B.2A XM575
- Hawker Siddeley Buccaneer S.2B XV350
- Britten Sheriff SA.1 G-FRJB
- de Havilland Chipmunk T.10 WP784
- de Havilland Dove 6 G-ANUW
- de Havilland Vampire T.11 XD447, T.11 XD534
- de Havilland Sea Venom FAW.22 XG737
- English Electric Canberra T.17 WH740, PR.7 WH779 (nose)
- English Electric Lightning F.53 ZF588
- Gloster Meteor TT.20 WM224, NF.14 WS760, NF.13 WM367 (nose)
- Hawker Hunter T.7 XL569, GA.11 WV382, FR.10 XJ714
- Hunting Jet Provost T.4 XP568
- Supermarine Spitfire Mk IV PL256 (réplica)
- Vickers Vanguard V953C G-APES (nose)
- Vickers Varsity T.1 WL626
- Vickers Viscount 807 G-CSZB (nose)
- Westland Gazelle AH.1 XX457
- Westland Sikorsky Whirlwind Srs.3 XG588
- Westland Wessex HAS.1 XS876, HC.2 XT604, HU.5 XT480